# Bhutanthera
Bhutanthera är ett släkte av orkidéer. Bhutanthera ingår i familjen orkidéer.
Kladogram enligt Catalogue of Life:
| Bhutanthera | \| \| Bhutanthera albomarginata \| \| \| \| \| \| Bhutanthera albosanguinea \| \| \| \| \| \| Bhutanthera albovirens \| \| \| \| \| \| Bhutanthera alpina \| \| \| \| \| \| Bhutanthera himalayana \| \| \| \| |
|             | \| \| Bhutanthera albomarginata \| \| \| \| \| \| Bhutanthera albosanguinea \| \| \| \| \| \| Bhutanthera albovirens \| \| \| \| \| \| Bhutanthera alpina \| \| \| \| \| \| Bhutanthera himalayana \| \| \| \| |
|             | Bhutanthera albomarginata |
|             | |
|             | Bhutanthera albosanguinea |
|             | |
|             | Bhutanthera albovirens |
|             | |
|             | Bhutanthera alpina |
|             | |
|             | Bhutanthera himalayana |
|             | |